# 依诺妥珠单抗
依诺妥珠单抗（INN：Enoblituzumab；开发代号：MGA271）是一种单克隆抗体，设计用于治疗癌症。该药物是一种人源化IgG1κ单克隆抗体，可识别人类B7-H3（免疫调节剂B7家族的成员）。
该药物由MacroGenics公司开发。